# Saison 1949-1950 des Celtics de Boston
La saison 1949-1950 des Celtics de Boston est la 4e saison de basket-ball de la franchise américaine de la National Basketball Association (généralement désignée par le sigle NBA).
Les Celtics jouent leurs rencontres à domicile au Boston Garden ou à la Boston Arena. Entraînée par Doggie Julian, l'équipe termine dernière de la Division Est.

## Draft
| Tour | Rang | Joueur        | Position | Nationalité | Provenance    |
| ---- | ---- | ------------- | -------- | ----------- | ------------- |
| 1    | 4    | Tony Lavelli  | F        | États-Unis  | Yale          |
| 2    | -    | George Kaftan | F        | États-Unis  | Holy Cross    |
| 3    | -    | Joe Mullaney  | G        | États-Unis  | Holy Cross    |
| 8    | -    | Duane Klueh   | G        | États-Unis  | Indiana State |

## Saison

### Saison régulière
| Division Est             | V  | D  | PCT    | GB |
| ------------------------ | -- | -- | ------ | -- |
| Nationals de Syracuse    | 51 | 13 | 79,7 % | -  |
| Knicks de New York       | 40 | 28 | 58,8 % | 13 |
| Capitols de Washington   | 32 | 36 | 47,1 % | 21 |
| Warriors de Philadelphie | 26 | 42 | 38,2 % | 27 |
| Bullets de Baltimore     | 25 | 43 | 36,8 % | 28 |
| Celtics de Boston        | 22 | 46 | 32,4 % | 31 |

### Playoffs
Les Celtics ne participent pas aux playoffs.

## Effectif
| Effectif des Celtics de Boston 1949-1950 |
| --- |
| 3 George Nostrand • 4 Sonny Hertzberg • 5 Ed Leede • 7 Dermie O'Connell • 8 Howie Shannon • 9 George Kaftan • 10 Gene Englund • 11 Tony Lavelli • 12 Art Spector • 13 Brady Walker • 15 Jim Seminoff • 16 John Mahnken • 17 Joe Mullaney • 19 Bob Doll • 22 Bob KinneyEntraîneur : Doggie Julian |

## Statistiques
| Joueur           | Matchs | % Tir | % LF | Pass/m. | Pts/m. |
| ---------------- | ------ | ----- | ---- | ------- | ------ |
| Bob Doll         | 47     | .346  | .658 | 2.3     | 6.7    |
| Gene Englund     | 24     | .372  | .811 | 0.7     | 8.2    |
| Johnny Ezersky   | 16     | .265  | .686 | 1.4     | 6.7    |
| Hoot Gibson      | 2      | .750  | .250 | 0.5     | 3.5    |
| Sonny Hertzberg  | 68     | .318  | .749 | 2.9     | 10.2   |
| George Kaftan    | 55     | .372  | .654 | 2.6     | 9.7    |
| Bob Kinney       | 60     | .375  | .628 | 1.7     | 11.1   |
| Tony Lavelli     | 56     | .372  | .853 | 0.7     | 8.8    |
| Ed Leede         | 64     | .343  | .706 | 2.0     | 8.9    |
| John Mahnken     | 24     | .262  | .639 | 1.8     | 4.6    |
| Joe Mullaney     | 37     | .129  | .800 | 1.4     | 0.8    |
| George Nostrand  | 18     | .300  | .610 | 0.9     | 6.0    |
| Dermie O'Connell | 37     | .262  | .569 | 1.7     | 4.8    |
| Jim Seminoff     | 65     | .300  | .755 | 3.8     | 4.8    |
| Howie Shannon    | 67     | .344  | .786 | 2.6     | 8.8    |
| Art Spector      | 7      | .167  | .250 | 0.4     | 0.7    |
| Brady Walker     | 68     | .374  | .632 | 1.6     | 7.5    |